# Alfredo Challenger
Alfredo Challenger (21 agosto 1979) è un ex calciatore britannico delle Isole Cayman, di ruolo centrocampista.

## Carriera

### Club
Ha giocato nella massima serie del campionato delle Isole Cayman con il Latinos.

### Nazionale
Ha esordito in Nazionale nel 2004, prendendo parte a 2 incontri di qualificazione ai Mondiali 2014.